# قائمة الجامعات الأمريكية حسب عدد الطلاب الجامعيين المسجلين
تضم المقالة التالية أكبر جامعات الولايات المتحدة حسب عدد الملتحقين بالمرحلة الجامعية فقط الفروع الفردية لمدة أربع سنوات، وليس الجامعات ذات الأربع سنوات. يمكن أن يكون للجامعات حرم جامعي متعدد مع إدارة واحدة.
يشمل النظام المُتبّع في تلك المقالة:
- حرم فردي واحد ذو موقع فعلي واحد لجامعة عامة لمدة أربع سنوات داخل الولايات المتحدة
- عدد الملتحقين وهو مجموع عدد الطلاب المتقدمين للمرحلة الجامعية
- يتم احتساب التسجيل من خلال عدد 21 يومًا من أيام العمل، وفقًا لوزارة التعليم الأمريكية في إطار برنامج مجموعة البيانات المشتركة.
- يشار إلى الحرم الجامعية التي لها مواقع فيزيائية ثانوية صغيرة لا يتم الإبلاغ عنها بشكل منفصل (للتعليم الممتد، والتوعية، وما إلى ذلك) مع حاشية سفلية.

ما لا تتضمنه هذه المقالة:
- نظم الجامعة، أو الجامعات التي لديها حرم جامعي متعددة.

## تصنيف الجامعات حسب عدد الملتحقين لعام 20142015
| ثمانية من أكبر الجامعات العامة حسب عدد التسجيل خلال السنة الدراسية 2014-2015 | ثمانية من أكبر الجامعات العامة حسب عدد التسجيل خلال السنة الدراسية 2014-2015 | ثمانية من أكبر الجامعات العامة حسب عدد التسجيل خلال السنة الدراسية 2014-2015 | ثمانية من أكبر الجامعات العامة حسب عدد التسجيل خلال السنة الدراسية 2014-2015 | ثمانية من أكبر الجامعات العامة حسب عدد التسجيل خلال السنة الدراسية 2014-2015 |
| التصنيف                                                                      | الجامعة                                                                      | الموقع                                                                       | الملتحقين                                                                    | المراجع                                                                      |
| ---------------------------------------------------------------------------- | ---------------------------------------------------------------------------- | ---------------------------------------------------------------------------- | ---------------------------------------------------------------------------- | ---------------------------------------------------------------------------- |
| 1                                                                            | جامعة سنترال فلوريدا                                                         | أورلاندو (فلوريدا)                                                           | 52,539                                                                       | [ 1 ]                                                                        |
| 2                                                                            | جامعة ولاية أوهايو                                                           | كولومبوس (أوهايو)                                                            | 44,741                                                                       | [ 2 ]                                                                        |
| 3                                                                            | جامعة تكساس إيه اند إم                                                       | كوليج ستيشن (تكساس)                                                          | 44,681                                                                       | [ 3 ]                                                                        |
| 4                                                                            | جامعة ولاية بنسلفانيا                                                        | بنسلفانيا                                                                    | 40,541                                                                       | [ 4 ]                                                                        |
| 5                                                                            | جامعة تكساس في أوستن                                                         | أوستن (تكساس)                                                                | 39,979                                                                       | [ 5 ]                                                                        |
| 6                                                                            | جامعة فلوريدا الدولية                                                        | ميامي                                                                        | 39,045                                                                       | [ 6 ]                                                                        |
| 7                                                                            | جامعة ولاية أريزونا                                                          | تمبي                                                                         | 38,735                                                                       | [ 7 ]                                                                        |
| 8                                                                            | جامعة ولاية ميشيغان                                                          | إيست لانسنغ                                                                  | 37,988                                                                       | [ 8 ]                                                                        |